# Habrophylax
Habrophylax é um gênero de traça pertencente à família Agonoxenidae.